# Kántor József (politikus)
Kántor József (Kajdacs, 1901. március 21. – Kajdacs, 1972. március 26.) gazdálkodó, a Demokrata Néppárt országgyűlési képviselője.

## Élete

### Gyermek- és ifjúkora
Kántor János és Kapás Rozália uradalmi cselédek gyermeke. A négy testvér közül egyedül ő érte meg a felnőttkort, ugyanis két nővére még gyermekkorban meghalt, bátyja pedig az első világháborúban esett el. Római katolikus vallásban nevelkedett.
Hat elemit végzett el, tanulmányait csak felnőtt korban folytatta tovább. A családi gazdaságban dolgozott, 1915-től már mint családfenntartó, de még emellett is vállalt egyéb idény jellegű mezőgazdasági munkákat. Szorgalmának köszönhetően – ugyanis mint uradalmi cselédek gyermeke saját földtulajdona kezdetben nem volt – 1945-re már 14 hold földön gazdálkodhatott. Munkabírását szülőfaluja is elismerte több éven át a falu másodbírói tisztjét töltötte be, és a helyi egyházközségi képviselő-testületnek előbb pénztárosa majd elnöke lett. Az 1940-es évek elején a KALOT által szervezett érdi népfőiskola hallgatója. Megyéjében pedig részt vett gazdatanfolyamok szervezésében.

### Politikai pályája
1945-ben a Független Kisgazdapárthoz csatlakozott, azonban annak balra tolódása miatt kilépett a pártból. 1947-ben, amikor megyéjében szervezték a Demokrata Néppártot éppen korábbi népfőiskolai tanárai keresték meg. A párthoz való csatlakozásán túl képviselő-jelöltséget is vállalt, és az 1947. augusztus 31-i országgyűlési választásokon Baranya és Tolna vármegyei választókerületben bekerült az Országgyűlésbe. Aktív képviselői munkát végzett. Két interpellációt is benyújtott a földművelődési miniszternek, valamint politikai lehetőségeit felhasználva megakadályozta több sváb család kitelepítését.

### A diktatúra idején
Mandátumának lejárta után felhagyott a politizálással és újra gazdálkodni kezdett. Felszólalt a beszolgáltatási rendszerrel szemben, amiért 1952-ben letartóztatták, de végül is elengedték. Az 1956-os forradalom idején nem vett részt a konkrét politikai szervezkedésben. Egyedül azért vállalt mégis közéleti szereplést, mert az indulatok megfékezéséért őt keresték meg. Komoly szerepe volt abban, hogy szülőfalujában békés mederben maradhattak az események. 1957-ben mégis letartóztatták, és Paksra vitték, ahol több napig vallatták. Nem ítélték el, de rendőri felügyelet alá helyezték. 1959-ben arra kényszerült, hogy feladja önállóságát és földjével belépjen a téeszbe. Pár évre rá a helyi szövetkezet pénztárosa lett. 1963-ban jelentette feletteseinek, hogy a pénztárban hiányt tapasztalt, általános revíziót is kért, mégis bűnvádi eljárást indítottak ellene és politikai múltja miatt 6 hónapi felfüggesztett börtönbüntetésre ítélték. 1972-ben hunyt el.

## Külső hivatkozások
- Országgyűlés almanachja 1947-1949, 191. o.
- Kántor József szócikk. Kereszténydemokrácia Tudásbázis, Barankovics István Alapítvány Archiválva 2014. október 27-i dátummal a Wayback Machine-ben